# Королі репу
«Королі репу» — український художній мелодраматичний фільм 2021 року, музично-кримінальна драма режисера Мирослава Латика. У національний прокат стрічка вийшла 3 березня 2023 року.

## Сюжет
Історія 17-річного сільського хлопця на прізвисько Казан, який мріє стати відомим репером та підкорити серце своєї дівчини Свєти. Заради своїх мрій він готовий ризикнути, але обставини спрямовують його життя у іншому напрямку.

## У ролях
- Михайло Дзюба
- Антон Вельбой
- Ірма Вітовська
- Карина Химчук
- Юрій Кулініч
- Дмитро Хом’як
- Андрій Борис
- Мікаел Авоян
- В’ячеслав Бєлозоров
- Сергій Ганзенко
- Інна Гелевера
- Володимир Гурін
- Карина Моісеєнко
- Олексій Нужний
- Вероніка Ольшана
- Анна Полтавець
- Арсеній Соболєв
- Олена Узлюк
- Валерій Шалига
- Станіслав Щербак

## Творча команда
- Автори сценарію — Роман Магрук, Олексій Комаровський, Мирослав Латик
- Режисер-постановник — Мирослав Латик
- Оператор-постановник — Денис Демидович
- Художник-постановник — Марина Пшеничникова
- Композитор та музичний продюсер — Cepasa
- Кастинг-директор — Алла Самойленко
- Режисери монтажу — Андрій Гулянич, Ярослав Німий
- Звукорежисер — Олександр Шатківський
- Художники по костюмах — Андрій Яремій, Наталя Стєпанєєва
- Грим — Олена Андрейцева
- Другий режисер — Ганна Гнатенко-Шабалдіна
- Фокус-пуллер — Роман Плахотник
- Асистент режисера по акторах — Марія Ільїна
- Асистент режисера по масовці — Дмитро Малишев
- Асистент художника-постановника — Єва Ухіна
- Постановники — Ярослав Рижов, Микола Токар
- Асистент режисера — Дар’я Сачлі
- Плейбек — Ярослав Німий
- Реквізитор — Данило Ширяєв
- Візуальні ефекти — Данило Золотаренко
- Кольорокорекція — Володимир Єфімов
- Постановник трюків — Павло Авілов
- Лінійний продюсер — Андрій Гаркуша
- Директор майданчику — Олександр Дітрих
- Головний юрисконсульт — Наталія Левченко
- Директор ТОВ «КРІСТІ ФІЛЬМ» — Леся Сухарьова
- Директор ТОВ «УКРАЇНСЬКИЙ ПРОДЮСЕРСЬКИЙ ХАБ» — Ольга Пантелеймонова
- Продюсери — Дмитро Мінзянов, Юрій Мінзянов

## Виробництво
Похідний варіант сценарію розповідав про «буремні дев’яності». З долучення до проєкту Мирослава Латика, історію було перероблено, й стала алюзією на «нульові»

## Нагороди та номінації
- 12-й Одеський міжнародний кінофестиваль